# Песчанокопское
Песчаноко́пское — село в Песчанокопском районе Ростовской области Южного федерального округа Российской Федерации.
Административный центр  Песчанокопского района и Песчанокопского сельского поселения.
Песчанокопское является самым крупным сельским населённым пунктом на юге Ростовской области.

## География
Расположено в юго-восточной части Ростовской области в 156 км от города Ростова-на-Дону и в 60 км от города Сальска.
Топографические карты
- Лист карты L-37-71 Песчанокопское. Масштаб: 1 : 100 000. Состояние местности на 1995 год. Издание 1997 г.

## История
Конец XVIII века

Из указа Екатерины II от 24 апреля 1777 года о создании Азово-Моздокской укрепленной линии:
Высочайше утверждённый доклад Астраханского, Новороссийского и Азовского генерал-губернатора князя Г. А. Потемкина — Об учреждении линии от Моздока до Азова.

Сия линия имеет простираться от Моздока к Азовской губерниив следующих местах, где построя новые укрепленные селения, коим примерный план у сего представляется, а именно: на Куре, … на Калаусе, на Ташле, на Егорлыке, в главном укреплении от Чёрного леса к Дону … Назначенные вновь линейные укрепления наименовать, как благоугодно будет. И чтоб все оные окончены были строением будущим летом … Для всех линейных укреплений потребное число орудий повелеть отпустить из состоящих в артиллерии в излишестве, или из бывших при легких полевых командах …
Согласно архивным документам и поисковым исследованиям известных российских, ставропольских и песчанокопских историков и краеведов село Песчанокопское было основано в 1803 году. Административно входило в состав Черкасский округ область Войска Донского. Образование села было связано со строительством в период 1777—1780 годов Азово-Моздокской сторожевой линии, во время активного заселения старинной дороги, соединявшей Кавказ с Доном — Черкасского тракта. Первые поселенцы появились в 1773 году, а массовое заселение началось в шестидесятые годы XIX века. Переселенцы строили для своих семей землянки, покрывали их камышом и для прочности крышу обмазывали глиной.
XIX век
В 1807 году в «приурочище» Песчанокопское пришло пять семей (9 мужских душ) из Курской губернии. Была построена почтовая станция на пролегающем большом почтовом тракте на Тифлис.
В 1854 году здесь была построена первая церковь, в эти же годы в селе было три учебных заведения. В 1892 году в селе проживало 3796 лиц мужского пола и 3621 — женского пола.
Крестьянская реформа 1861 года оставила много крестьян без земли, и началось массовое переселение не только из Центральной России, но и из Украины.
1 июля 1899 года открыто движение по железнодорожной линии Тихорецкая-Торговая-Царицын, которая пролегла рядом с селом Песчанокопским, где была построена железнодорожная станция с наименованием Песчанокопская. В 1910 году оборот грузов, проходивших через станцию составил 3,4 млн пудов.
Основными занятиями в селе у крестьян были земледелие и скотоводство.
XX век
К 1910 году в селе Песчанокопское было 10600 жителей, 2 церкви, 3 училища, почтово-телеграфное отделение. Через село проходил почтовый тракт из Ростова в Ставрополь.
После Великой Октябрьской социалистической революции в 1917 году, произошли изменения в административно-территориальной устройстве Юга России.
В июне 1924 года село Песчанокопское, ранее входившее в состав Медвеженского уезда Ставропольской губернии, вошло в состав Белоглинского района Сальского округа Юго-Востока России, позже Северо-Кавказского края.
После проведённой в 1926 году Всероссийской переписи населения в селе Песчанокопском насчитывалось 12 092 душ обоего пола, в том числе 5 790 мужского и 6 302 женского пола.
После разделения Северо-Кавказского края в январе 1934 года на Азово-Черноморский и Северо-Кавказский, село Песчанокопское и Песчанокопский сельсовет оставались в составе Белоглинского района, который вошёл в состав Азово-Черноморского края.
На основании постановления Президиума ВЦИК СССР от 28 декабря 1934 года о разукрупнении районов Азово-Черноморского края, Белоглинский район был разукрупнён. Из его состава был образован Песчанокопский район Азово-Черноморского края, районным центром которого стало село Песчанокопское.
С 13 сентября 1937 года после упразднения Азово-Черноморского края, Песчанокопский район вошёл в состав Ростовской области.
В годы Великой Отечественной войны ушли на фронт сотни односельчан села Песчанокопского. В период с июля 1942 года по январь 1943 года село Песчанокопское находилось под оккупацией немецко-фашистских захватчиков. 23 января 1943 года  бойцами  134-танкового полка села  Песчанокопское было окончательно освобождено от  немецко-фашистских  захватчиков. 
В послевоенное время началось восстановление народного хозяйства района, строились новые предприятия сельскохозяйственного профиля, объекты социальной сферы. Многие колхозы и совхозы района стали передовыми хозяйствами.
В 1959 году  Песчанокопский и Развиленский районы были объединены в один Развиленский район, при этом районным центром стало село Песчанокопское. С 1960 года Развиленский район был переименован в Песчанокопский.
В период с марта 1963 года по ноябрь 1965 года, после упразднения Песчанокопского района, село Песчанокопское и Песчанокопский сельсовет входили в состав Сальского района Ростовской области.
С ноября 1965 года после восстановления Песчанокопского района (в границах 1963 года) районным центром вновь стало село Песчанокопское. Однако, близость к городу Сальску сказалось в дальнейшем на то, что многие учреждения и предприятия находились и находятся в настоящее время под управлением соседнего муниципального образования города Сальска и Сальского района, выполняющего роль межрайонного центра.
XXI век
В ходе реформы органов местного самоуправления, село Песчанокопское в 2004 году стало административным центром Песчанокопского муниципального района, а также центром нового муниципального образования - Песчанокопского сельского поселения.

## Население
Динамика численности населения
| 1873  | 1909   | 1926   | 1939  |
| ----- | ------ | ------ | ----- |
| 5 292 | 12 595 | 12 092 | 8 542 |

| 1883    | 1884    | 1959  | 1970  | 1979    | 1989    |
| ------- | ------- | ----- | ----- | ------- | ------- |
| 6223    | ↗6423   | ↗9538 | ↗9916 | ↗10 121 | ↗10 966 |
| 2002    | 2010    |       |       |         |         |
| ↗11 357 | ↘10 593 |       |       |         |         |

## Экономика
В селе Песчанокопском расположены:
Промышленные предприятия
- ОАО «Песчанокопское ХПП»
- ООО «Хлебозавод АгроТехноДар»
- ПО «Песчанокопский хлебозавод»
- ЗАО «Промстройматериалы»

Сельскохозяйственные предприятия
- ОАО «Заря» (бывший колхоз «Заря»)
- ООО «Рассвет»
- ООО «Русь»
- ООО «Агро»
- ООО «Агрос»

Предприятия транспорта
- Железнодорожная станция Песчанокопская Северо-Кавказской железной дороги (с инфраструктурой здание вокзала, тяговая подстанция и другие).
- Песчанокопский остановочный пункт ПАО «Донавтовокзал».

## Социальная сфера
Медицина
В селе Песчанокопском расположено основное лечебное учреждение района МБУЗ «Центральная районная больница» Песчанокопского района (в структуру больницы входят стационар, поликлиническое отделение, отделение скорой медицинской помощи и другие отделения и вспомогательные подразделения).
Образование
В селе имеются две средние общеобразовательные школы № 1 имени Г. В. Алисова и №2, а также Центр внешкольной работы и Детско-юношеская спортивная школа. Также, имеется три детских сада (№ 1 «Улыбка», № 200 «Золушка»и № 5 «Буратино»).
Культура
В Песчанокопском работают учреждения культуры: Детская школа искусств, Районный Дворец культуры «Юбилейный» (в РДК имеется зрительный зал на 676 мест, танцевальный зал, для кружковой работы имеется 14 комнат, для проведения мероприятий используются 2 холла на втором этаже), Историко-краеведческий музей Песчанокопского района, «Парк культуры и отдыха».
Спорт
В селе Песчанокопском дислоцируется спортивно-тренировочная база футбольного клуба «Чайка».

## Достопримечательности
| Фотография | Достопримечательность |
|            | Покровская церковь (1854). |
|            | Памятник В. И. Ленину (1985). Памятник выполнен из гранита. Установлен на постаменте на площади села. |
|            | Памятник пионеру-герою Жоре Пономареву. Относится к памятникам истории и культуры Песчанокопского района Ростовской области. |
|            | Памятный знак расстрелянным военнопленным. В селе в оврагах кирпичного завода у станции Песчанокопская с августа 1942 по январь 1943 года было расстреляно 188 человек, включая 113 военнослужащих. |
|            | Памятник погибшим в годы Великой Отечественной войны землякам в с. Песчанокопское (1967). |
|            | Памятник командиру Красной Армии, уроженцу села Песчанокопского, комиссару 1-й Конной армии, политработнику времён Великой Отечественной войны Шевелеву Никифору Афанасьевичу. |
|            | Памятник командиру Красной Армии, уроженцу села Песчанокопского, генерал-майору Давыдову Петру Михайловичу. |
|            | Памятник «Фронтовой вдове и матери солдата». На гранитном постаменте памятника установлены скульптуры женщины и мальчика. Памятник сооружен по инициативе сельских фронтовиков Калиберда В. В. и Косова А. П. Администрация села поддержала начинание и приняла решение о возведении в селе памятника «Фронтовой вдове и матери солдата». Памятник был сооружен на народные сельчан и посвящен всем женщинам и матерям, работавшим в годы Великой Отечественной войны. Открытие памятника «Фронтовой вдове и матери солдата Великой Отечественной войны» состоялось 28 сентября 2007 года. Памятник расположен рядом с обелиском воинам-землякам, павшим в боях за Родину в 1941—1945 годах. Памятник и обелиск образуют сельский Мемориал Славы. Около мемориала ежегодно проходят торжественные мероприятия. На постаменте памятника сделана надпись: «Да будет память их священна, да сохранится она в веках. Женщинам, испытавшим на себе все тяготы войны. 1941—1945. От благодарных жителей района». |
|            | Памятник Маргелову В. Ф. |
|            | Памятник жителям села погибшим в вооруженных конфликтах. |
|            | Памятник пограничникам всех поколений. |

## Известные уроженцы
- Давыдов, Пётр Михайлович (1894—1963) — советский военачальник.
- Резенков, Кирилл Филиппович (1896—1969) — Герой Советского Союза.
- Телепов, Николай Алексеевич (1916—2001) — русский, советский живописец.
- Стальная, Анастасия Викторовна — российская волейболистка, нападающая. Чемпионка летней Универсиады 2019 года. Мастер спорта по волейболу.